# Megaselia clara
Megaselia clara är en tvåvingeart som först beskrevs av Schmitz 1921.  Megaselia clara ingår i släktet Megaselia och familjen puckelflugor.
Artens utbredningsområde är Grönland. Arten är reproducerande i Sverige. Inga underarter finns listade i Catalogue of Life.